# Isole Shepherd
Le Isole Shepherd sono un gruppo di isole situate tra le grandi isole di Epi e Éfaté, nella provincia di Shefa (Vanuatu). Le isole coprono complessivamente un'area 88 km².
La denominazione di queste isole fu assegnata dall'esploratore inglese capitano James Cook in onore di Anthony Sheperd, astronomo britannico e amico dello stesso Cook.
Da nord a sud le isole principali sono: Laika, Tongoa (Kuwaé), Tongariki, Émaé (Mai), Makura (Emwae), Mataso (Matah), e Monument (Étarik). Émaé e Tongoa sono le più estese del gruppo.
La regione include due vulcani sottomarini, Kuwae e Makura. Le isole sorgono in pratica intorno alle caldere di questi vulcani.
L'altitudine maggiore in queste isole è raggiunta a Émaé, a 644 m sul livello del mare, mentre a Tongariki si superano i 500 metri.